# Guzheng
 (mars 2024).

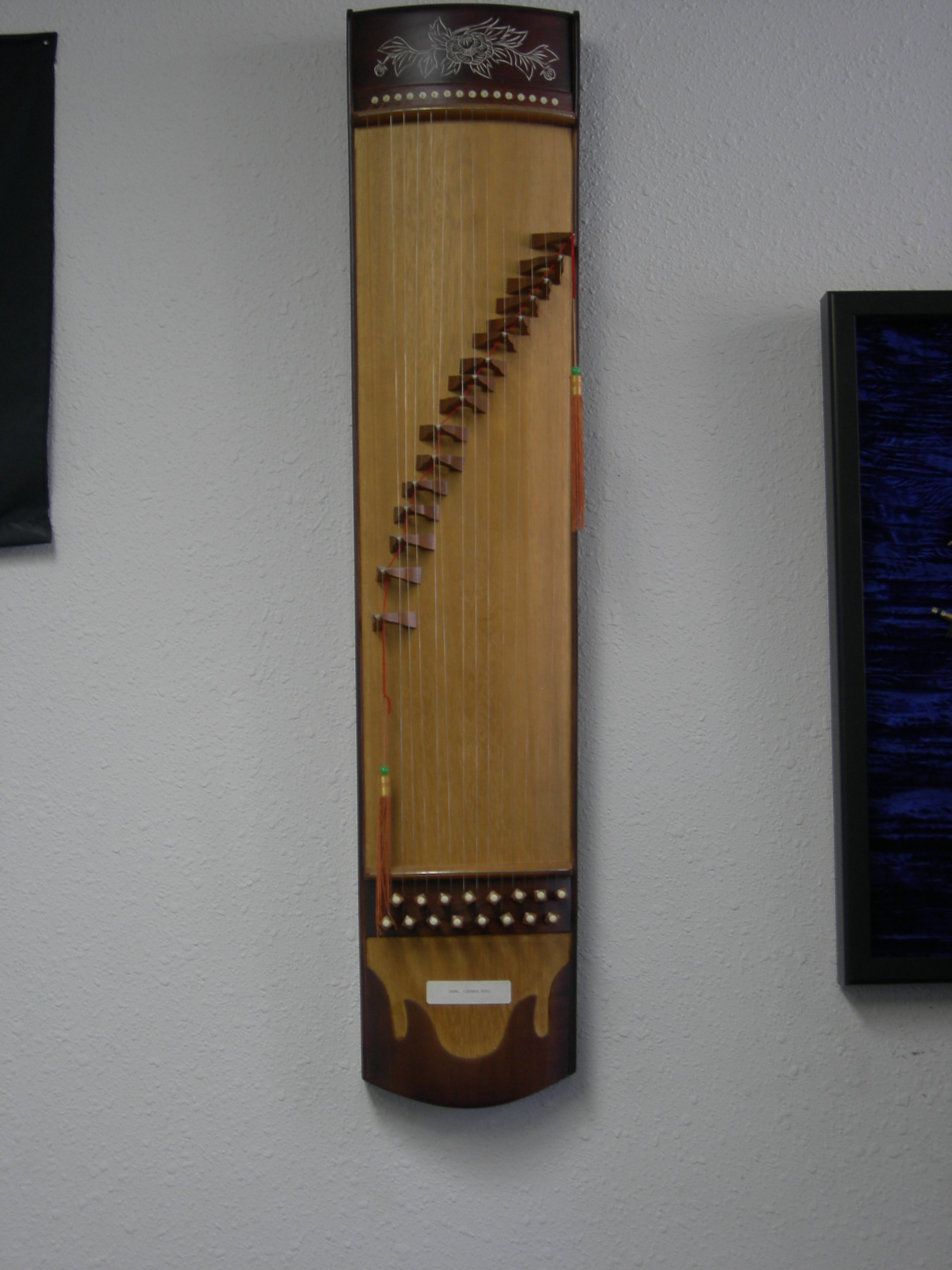
Guzheng

Le guzheng (chinois simplifié : 古筝 ; chinois traditionnel : 古箏 ; pinyin : gǔzhēng) est un instrument de musique à cordes pincées traditionnel chinois de la famille des cithares sur table, dont les plus anciennes traces datent du IIIe siècle avant notre ère. Gǔ signifie ancien et zhēng veut dire cithare.
Selon une légende, il y avait un roi qui avait deux filles très douées qui adoraient jouer cet instrument. Il est arrivé un temps où le roi devient trop vieux et il a envie de passer cet instrument à l'une d’elles. Cependant, ses deux filles voulaient l’avoir. Le roi était vraiment triste de n’avoir qu'un seul instrument, et pour finir, désespéré, il décida de couper cet instrument en deux. Une avait douze cordes et l’autre treize. À sa grande surprise, le nouvel instrument avait des sons doux et encore plus beaux que l’original. Le roi, tout content, donna un nouveau nom à ce nouvel instrument : « zheng ».
Le guzheng a été introduit dans d'autres pays avoisinant et copié pour devenir de nombreux instruments asiatiques comme le đàn tranh vietnamien, le koto japonais, le gayageum coréen, du yatga mongol, du kacapi soundanais et du jetygen kazakh.

## Histoire
Les plus anciennes traces de cet instrument en Chine sont durant la Période des Printemps et Automnes (de −771 à ~−481/−453), plus précisément dans le Jianzhuke Shu (en) (諫逐客書) de Li Si (李斯, de −280 à −208), où il est écrit :《弹筝博髀》ou encore《退弹筝而取韶虞.

## Composant de l'instrument
Il comporte généralement 21 cordes placées sur 21 chevalets mobiles utilisés pour accorder l'instrument ; le nombre de cordes diffère selon le type de zheng (certains ont plus d'une trentaine de cordes).
Dans le cas le plus courant (21 cordes), l'instrument est accordé selon une gamme pentatonique, fréquemment en ré majeur (ré - mi - fa# - la - si). La tessiture de l'instrument est de quatre octaves (généralement du ré1 au ré5). L'instrument comporte souvent quatre cordes de la vertes, pour aider l'instrumentiste à se repérer visuellement.

## Jeu

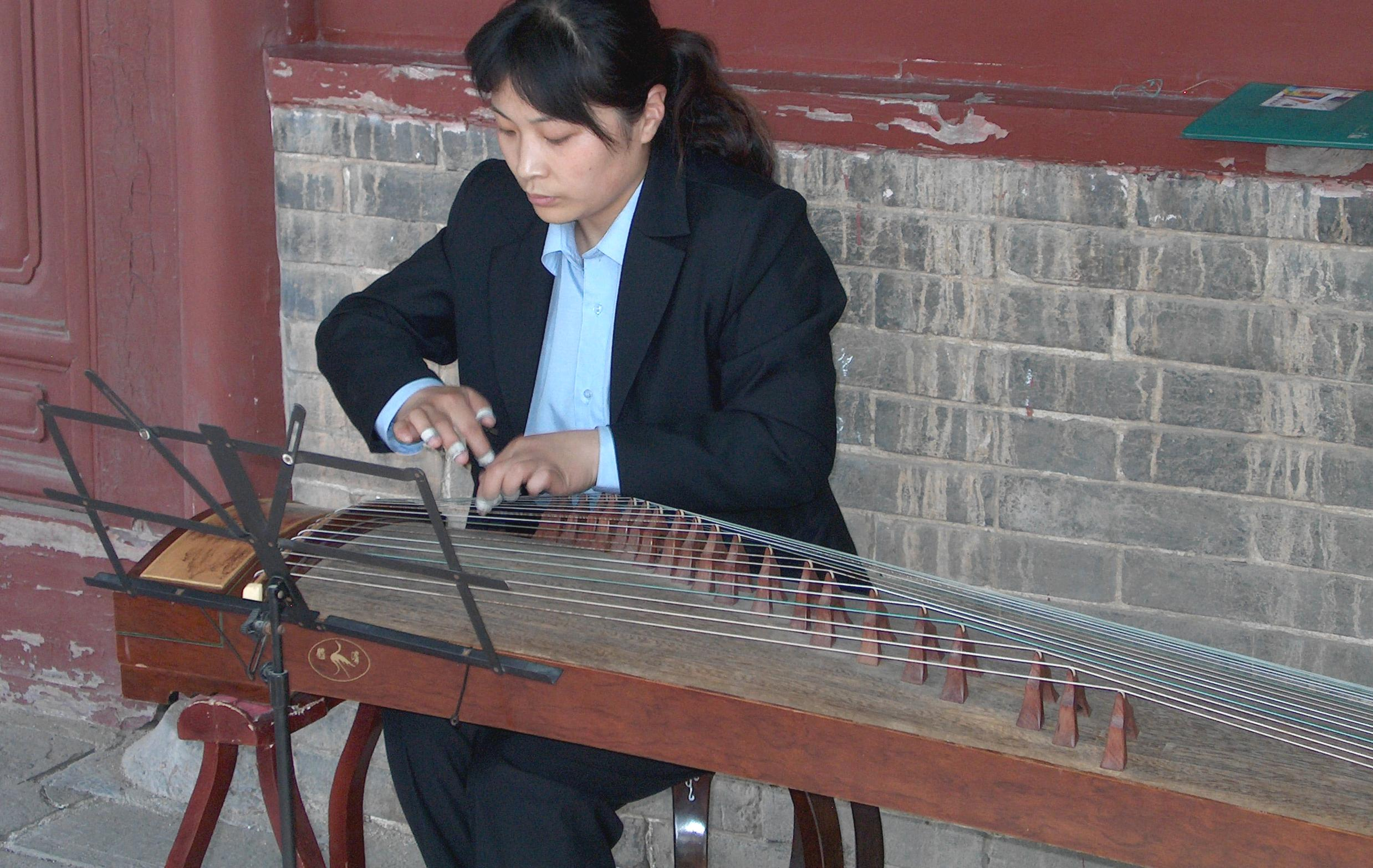
Position de jeu.

Alors que la main droite pince les cordes avec un plectre (une sorte de ruban adhésif spécial permet de faire tenir les plectres aux doigts), la main gauche touche les cordes afin de produire non seulement la hauteur voulue, mais aussi une multitude de timbres.
À l'origine, le zheng se jouait au sein d'ensembles de musique de cour. Depuis le XIXe siècle, c'est devenu un instrument soliste, son répertoire s'est étendu et sa technique est devenue plus complexe. Il existe aujourd'hui plusieurs écoles de gǔzhēng, notamment aux États-Unis.